# Crazy About Her
Crazy About Her is een nummer van de Britse zanger Rod Stewart. Het is de vierde single van zijn vijftiende studioalbum Out of Order uit 1988. Op 17 januari 1989 werd het nummer op single uitgebracht.
"Crazy About Her" is een uptempo rocknummer dat gaat over een jongen die gek is op een mooi meisje. Het nummer werd pas eind agustus, begin september in zowel Noord-Amerika als West-Europa een hit, maar haalde in Stewarts' thuisland het Verenigd Koninkrijk géén notering in de UK Singles Chart.
In Nederland was de plaat op vrijdag 1 september 1989 Veronica Alarmschijf op Radio 3 en werd een radiohit in de destijds twee hitlijsten op de nationale popzender. De plaat bereikte de 7e positie in de Nederlandse Top 40 en de 10e positie in de Nationale Hitparade Top 100. 
In België bereikte de plaat de 17e positie in de Vlaamse Radio 2 Top 30 en de 18e positie in de Vlaamse Ultratop 50.